# 曹杨路
曹杨路，初名曹真路、傅宗路、复兴路、新马路，是中国上海市普陀区的一条南北走向交通干道，为上海市区三横三纵主干道中“西纵”的一部分。道路南起吴淞江曹杨路桥，北至上海西站，长4.638千米。

## 历史
曹杨路原是由曹家渡通往真如镇的官道，民国24年（1935年），拓宽原官道，同时取曹家渡、真如镇两地地名将道路定名为曹真路。民国27年（1938年），侵华日军整修该路，同时将道路向北延筑至真如车站（今上海西站），并以时任日占时期上海特别市政府市长傅筱庵（字宗耀）的名字将该路更名为傅宗路，道路为煤屑、弹石路面。民国34年（1945年），抗日战争胜利，道路更名为复兴路。1949年又更名为新马路。1950年，又以曹家渡、杨家桥两地地名将道路正式定名为曹杨路。之后，道路经多次进行拓宽、整修，路幅拓宽至12-23米，路面也改为沥青混凝土路面及水泥混凝土路面。
1994年，为改善上海市区西北地区的交通状况、同时为即将建成通车的沪宁高速公路提供更好的车辆分流途径，普陀区政府决定拓宽曹杨路，工程于同年11月24日动工，1996年8月29日与沪宁高速公路上海入城段同时竣工通车，拓宽后的曹杨路路幅宽32米，设计行车速度40公里/小时，设双向4条机动车道及2条非机动车道，两边各设有宽4米的人行道，同时设置港湾式公交车站6对。

## 主要建筑
- 曹杨路桥
- 沪西工人文化宫
- 巴士电车武宁路公交停车场
- 巴士三汽曹杨路公交停车场
- 曹杨新村
- 上海西站

## 交通

### 轨道交通
- █ 3号线、 █ 4号线、 █ 11号线曹杨路站（出站换乘 █ 14号线）
- █ 11号线、 █ 13号线隆德路站
- █ 11号线枫桥路站
- █ 11号线、 █ 14号线真如站
- █ 11号线、 █ 15号线上海西站站

### 交汇道路 (由南向北)
- 长宁支路
- 万航渡路
- 光复西路
- 顺义路
- 谈家渡路
- 沙洪浜路
- 宁夏路、普雄路
- 白玉路
- 凯旋北路
- 中山北路
- 兰溪路
- 枫桥路
- 武宁路
- 南石四路
- 北石路
- 铜川路
- 固川路
- 芝川路、潮州路
- 三源路
- 桃浦路